# Patrick Manzecchi

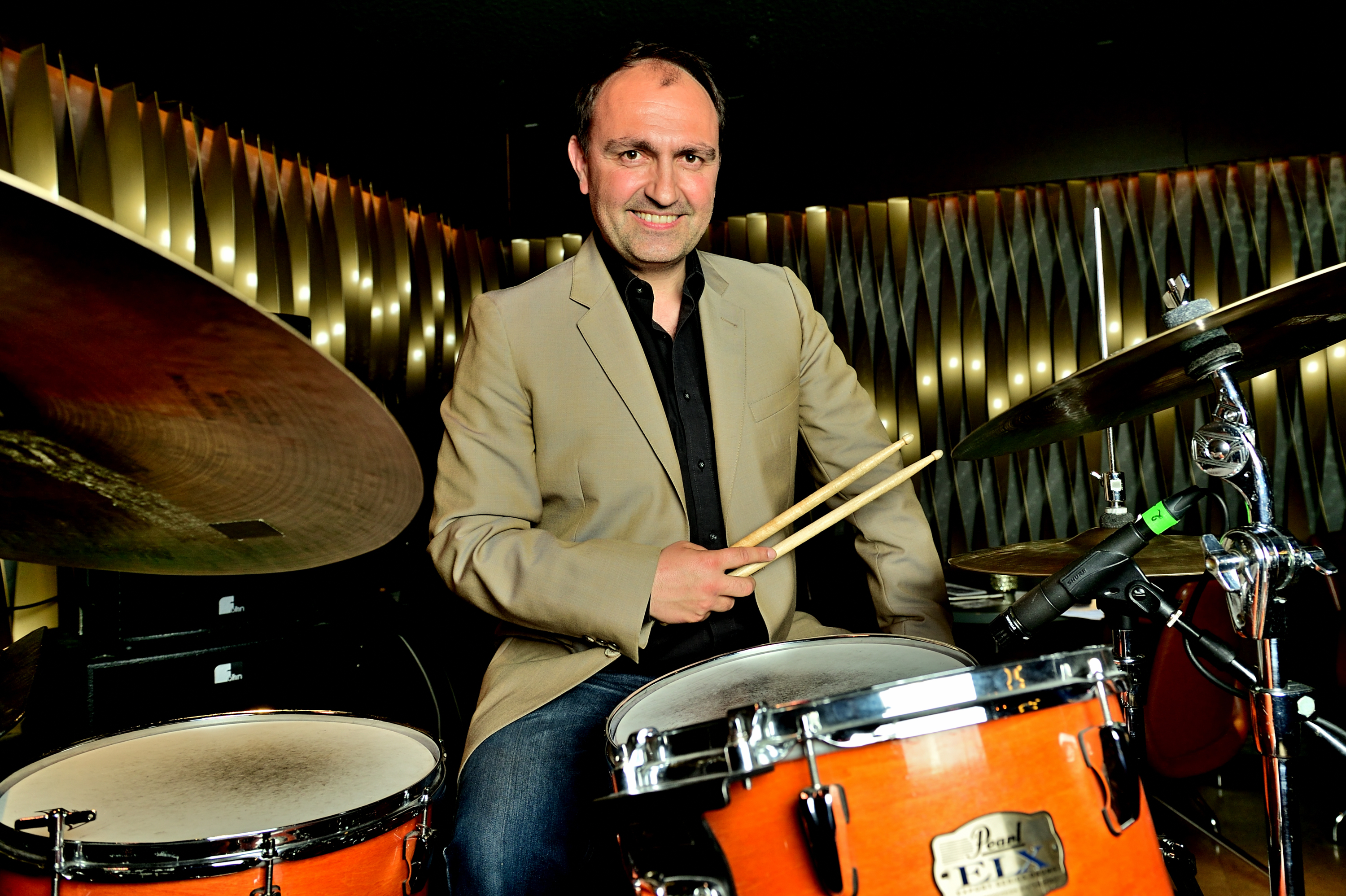
Patrick Manzecchi (2019)

Patrick Manzecchi (* 2. Juli 1969 in Paris) ist ein deutscher Jazz-Schlagzeuger, der seit 1977 in Konstanz lebt.

## Leben und Wirken
Obwohl sein Vater Franco Manzecchi (1931–1979) ebenfalls ein bedeutender europäischer Drummer war, kam Patrick Manzecchi erst nach dessen Tod dazu, sich für die Kunst des Schlagzeugspiels zu interessieren, dieses zu erlernen und zum Beruf zu machen. Er lernte autodidaktisch und trat in seiner Jugend mehrmals im Jazzclub Konstanz auf mit seinen frühen Bands Take Up Sticks, Tempus Fugit, Bulles de Savon und dem Bel Art Trio, denen Steffen Schorn, die Gebrüder Gregor Hübner und Veit Hübner, Olaf Stötzler u. a. angehörten. Mit dem Gitarristen Stötzler führte er seine Zusammenarbeit fort bis Ende der 1990er Jahre und in der sich Andi Maile, Jens Loh, Karoline Höfler dazu gesellten. Geographisch bedingt traf Manzecchi in der Schweiz auf den Gitarristen Peter Eigenmann und Pius Baumgartner, Carlo Schöb, Christoph Grab, Marianne Racine, Barbara Balzan, Reggie Johnson und Vince Benedetti, der ihn an Barry Harris empfiehlt für einige Konzerte im Schweizer Raum. Mit Eigenmann und Karoline Höfler begleitete er 1995 Allan Praskin. Dank Höfler wird er in die Stuttgarter Szene eingeführt, wo er mit Sebastian Studnitzky, Günter Weiss, Lorenzo Petrocca, Joo Kraus, Martin Schrack, Thilo Wagner zu arbeiten begann. 1998 gab Manzecchi einige Konzerte mit Teddy Edwards an der Seite von Bernhard Pichl und Veit Hübner und begann, erste CDs aufzunehmen. Mehrmals tourte er mit dem Gregor Hübner Quintett an der Seite von Tim Hagans, Andi Maile und Harvie Swartz. Es ist auch Gregor Hübner, der ihm Richie Beirach vorstellte, mit dem Manzecchi ab 1999 jahrelang arbeiten wird.
Für das Stuttgarter Label Satin Doll Productions mit Sitz in Auenwald nahm Manzecchi seine erste von sechs CDs unter eigenem Namen auf: Ready and Able mit Jimmy Woode. 2005 und 2006 war er Mitglied von Harald Haerter's Gruppe Catscan, die u. a. Arthur Blythe begleitet. Mit der Italienischen Saxophonlegende Gianni Basso konnte man ihn ebenfalls 2006 hören wie auch im Duo mit dem Schweizer Schlagzeuger Pierre Favre im Jahre 2009. Er spielte gleichzeitig mit weiteren Größen aus den USA wie Scott Hamilton, Mark Soskin, Peter Madsen, Gary Barone, David Friedman und wieder mit Allan Praskin. Im Jahre 2007 gründete er seine eigene von Stadt Konstanz getragenen Konzertreihe Jazz im Kulturzentrum, in der er zweimal jährlich eigene Projekte vorstellt (CD: Tenderly, 2024). Von 2007 bis 2011 war er zudem Mitglied von Tango Five. Er begleitete Dick Oatts & Gary Smulyan 2011 in Amsterdam an der Seite von Jasper Blom. 2012 tourte er mit Richie Beirach, Gregor Hübner und George Mraz in Deutschland und der Schweiz. Mit dem Konstanzer Jürgen Waidele und Jens Loh gründete er ein Trio, dass von 2009 bis 2012 auftritt, und war zeitgleich auf oft mit Olivia Trummer zu hören. Mit dem sardischen Trompeter Paolo Fresu war Manzecchi 2014 an der Seite von Gregor und Veit Hübner unterwegs und mit Pee Wee Ellis 2015, mit dem er 2017 wieder tourte (diesmal zusätzlich an der Seite von Fred Wesley, mit dem Ellis schon in der Band von der Soul-Legende James Brown gearbeitet hatte). 2018 lud Cornelius Claudio Kreusch ihn und Jens Loh ein, um gemeinsam mit dem Stargast Bobby Watson zu touren. Im Dezember 2019 war er mit der Sängerin Lyambiko und dem Gitarristen Torsten Goods in einer von Thomas Siffling zusammengestellten All-Star-Formation auf Tour. Trotz mehrfacher Lockdowns war es ihm möglich, während der COVID-19-Pandemie in Deutschland mit Scott Hamilton, wiederum an der Seite von Thomas Siffling und dem Pianisten Martin Sasse, aber auch mit Harry Allen und Joel Locher, mit Joe Magnarelli und Andi Maile, mit Luluk Purwanto oder mit Sheila Jordan an der Seite von Sabine Kühlich und Anne Czichowsky zu touren, während er seine Soloproduktion Talking to Myself produziert, bestehend aus 24 Drum- und Percussionsoli. 2023 war Manzecchi mit Marian Petrescu und Joel Locher, anschließend mit Sandy Patton im Quintett und mit dem François Lindemann International Trio sowie Robin Eubanks in der Schweiz und Deutschland unterwegs. Eine weitere Produktion namens Tenderly erscheint 2024 unter seinem Namen mit einem Gemälde seiner Mutter, der Künstlerin Mimi Manzecchi-Müller, als Titelbild. Im April 2025 ist er mit Gregor & Veit Hübner als Mitglied des Bel Art Trios, dem er 1988 beigetreten war und das bis 1994 sehr aktiv war, jedoch anschließend nur noch sporadisch, auf den Stuttgarter Theaterhaus Jazztagen zu hören, wie auch auf dem Einhaldenfestival im August.
Seit 2016 wirkt er als Dozent für Schlagzeug und Jazzgeschichte an der Konstanzer Pop- und Jazzakademie, einem vier Tage praxisorientiertem Workshop an der Musikschule Konstanz unter der Leitung von Professor Bernd Konrad, mit dem er zeitweise auch im Duo auftritt.
Manzecchi wird sowohl als einfühlsamer Begleiter wie auch als impulsiver Klangmaler geschätzt. Festivals & Tourneen im In- und Ausland, Radio- u. Fernsehaufnahmen, Filmmusiken, Workshopseminare und mehr als 50 CD-Einspielungen untermauern seinen Ruf als zuverlässig arbeitenden Musiker, der den Gruppenklang seiner jeweiligen Projekte bestmöglich unterstützt.

## Diskographie (Auszug)
- Andi Maile: Mailensteine, 1996/97 (mit Olaf Stötzler, Nicolas Thys)
- Manfred Junker: Dig It!, 1997 (mit Carlo Schöb, Heiner Merk)
- Pius Baumgartner: Gently, 1998 (mit Marcel Schefer, Kalli Gerhards)
- Ready and Able, 2001 (mit Andy Herrmann, Jimmy Woode u. a.)
- Veit Hübner: And Friends, 2001 (mit Grégoire Maret, Sebastian Studnitzky, Thilo Wagner u. a.)
- Rhythm Boiler Street Band: Tradition 1, 2001 (mit Thomas Siffling, Andi Maile u. a.)
- Yoda’s Dilemma, 2008 (mit Andi Maile, Jürgen Bothner, Jens Loh)
- Gee Hye Lee: Geenius Monday, 2010 (mit Veit Hübner)
- Enz/von Wattenwyl/Manzecchi: Out of the Box, 2012
- Tom Banholzer: Live at the 1999 Hohentwiel Festival, 2013 (mit Jochen Feucht, Marcel Schefer, Christoph Sprenger)
- Jazz und Rock Kommando: Hohentwiel 2012, 2013 (mit Tom Banholzer u. a.)
- Gary Barone: Almost Floating, 2014 (mit Andy Herrmann, Karoline Höfler)
- Tom Banholzer: More Duke and Live Again, 2016 (mit Andi Maile u. a.)
- Rectilinear, 2017 (mit Richie Beirach, Jens Loh)
- Dorothée Kreusch-Jacob: Sonne, Mond und Abendstern, 2017 (mit Klaus Doldinger, Giora Feidman, Cornelius Claudio Kreusch, Jens Loh)
- Alex Behning: Streunen ohne Schnur, 2020
- Erich Tiefenthaler: Flute Jazz Four, 2020 (mit Peter Madsen, Dietmar Kirchner)
- Jazz und Rock Kommando: Words & Nerve, 2021 (mit Tom Banholzer u. a.)
- Talking to Myself, 2022 (solo)
- Francis David: Evanescence, 2024 (mit Laurent Payfert)
- Tenderly, 2024 (mit Scott Hamilton, André Weiss, Joel Locher, Thimo Niesterok)